# Metropolitans de New York
Les Metropolitans de New York (en anglais : New York Metropolitans) sont un club de baseball fondé en 1880 à New York et qui met fin à ses activités en 1887. Les Mets sont champions de l'American Association en 1884 et s'inclinent en World's Championship Series face aux Grays de Providence, champions de la Ligue nationale.
Après un déménagement à Staten Island en 1886, le club cesse ses activités en raison de problèmes financiers.
C'est le nom de ce club qui inspira le nom de la franchise MLB des Mets de New York.

## Histoire
Les Metropolitans sont fondés en 1880 comme une équipe professionnelle indépendante par l'entrepreneur John B. Day et le manager Jim Mutrie. Les Mets jouent d'abord à Brooklyn et à Hoboken (New Jersey) puis trouvent un accord pour utiliser le terrain de polo situé au nord de Central Park : le futur Polo Grounds.
Durant la saison 1881, l'équipe évolue sous le statut d'équipe indépendante et dispute 60 matches face à des formations de Ligues majeures. Les Mets enregistrent 18 victoires à l'occasion de ces confrontations.
En 1882, les Mets incorporent la League Alliance, une ligue de clubs indépendants en bons termes avec la Ligue nationale.
Fin 1882, les deux grandes ligues, Ligue nationale et American Association première version, proposent aux Metropolitans de les rejoindre et après avoir refusé plusieurs fois ce type d'offres, les Mets répondent favorablement... aux deux offres! Pour honorer leurs accords, Day et Mutrie inscrivent les Metropolitans en American Association et montent une seconde formation, les New York Gothams, qu'ils inscrivent en Ligue nationale. Les deux formations se partagent évidemment le Polo Ground qui est alors équipé de deux terrains distincts.
Les Mets remportent le championnat de la American Association en 1884 et s'inclinent face aux Providence Grays, champions de la Ligue nationale, dans les World's Championship Series (trois victoires à zéro du 23 au 25 octobre au Polo Grounds). Les meilleurs joueurs des Mets sont alors Tim Keefe, Dave Orr, Chief Roseman, Jack Lynch, Candy Nelson et Dude Esterbrook.
Financièrement, les Gothams s'avèrent plus rentables que les Mets et Mutrie décide en 1885 d'y transférer ses stars comme Keefe et Esterbrook. Sportivement, les désormais New York Giants terminent deuxièmes de leur ligue tandis que les Mets plongeent au septième rang de la leur.
Les Mets sont alors vendus en 1886 à Erastus Wiman qui déménage l'équipe à Staten Island. Les finances ne s'améliorent pas, et la franchise ferme en 1887. Elle est en fait rachetée par les Brooklyn Dodgers qui en profitent pour écarter définitivement un de ses nombreux concurrents locaux.

## Saison par saison
| Saison | Ligue                | Saison régulière | Saison régulière | Saison régulière | Saison régulière | World's Championship Series                       |
| Saison | Ligue                | Class.           | Vic.             | Déf.             | %Vic.            | World's Championship Series                       |
| 1883   | American Association | 4e               | 54               | 42               | 0,562            |                                                   |
| 1884   | American Association | 1er              | 75               | 32               | 0,701            | Défaite 3 vic. à 0 face aux Providence Grays (NL) |
| 1885   | American Association | 7e               | 44               | 64               | 0,407            |                                                   |
| 1886   | American Association | 7e               | 53               | 82               | 0,441            |                                                   |
| 1887   | American Association | 7e               | 44               | 89               | 0,331            |                                                   |